# Cymothales gerstaeckeri
Cymothales gerstaeckeri är en insektsart som beskrevs av Banks 1941. Cymothales gerstaeckeri ingår i släktet Cymothales och familjen myrlejonsländor. Inga underarter finns listade i Catalogue of Life.